# Церковь Святого Николая (Котор)
Церковь Святого Николая (серб. Црква Светог Николе) — храм Черногорско-Приморской митрополии Сербской православной церкви в городе Которе в Черногории.

## История
На этом месте ранее находился доминиканский монастырь, покинутый в конце XVIII века. Во время наполеоновского завоевания Котора, в 1808 году, православным было выделено место в бывшем монастыре для постройки церкви, а бывшие здания монастыря превращены в казармы. Эта церковь просуществовала с 1810 года до рождественского сочельника 1896 году, когда она сгорела в пожаре.
Современный храм был построен в 1902—1909 годах на фундаменте сгоревшей церкви. Храм построен в византийско-рашском стиле. Из-за плотной городской застройки его алтарь не был ориентирован на восток.